# South Park-i családok listája
Ez az oldal a South Park című amerikai animációs sorozatban megjelenő családokkal foglalkozik, beleértve a főszereplőket is, akik itt a családjukkal együtt szerepelnek. A többi szereplő ismertetését lásd a South Park-i tanulók és iskolai alkalmazottak, illetve a South Park mellékszereplői oldalakon.
A sorozatban gyakran feltűnnek a négy főszereplő, Stan Marsh, Kyle Broflovski, Eric Cartman és Kenny McCormick, illetve a szintén központi szerepet betöltő Butters Stotch családtagjai. Stan Marsh apja Randy, aki az újabb epizódokban gyakran fontos szerepet kap, néhány rész az ő alakjával foglalkozik. A Marsh családba tartozik még Stan anyja és Randy felesége, Sharon; Marvin Marsh, Randy apja és Stan nagyapja; Stan nővére, Shelley; illetve Stan nagybátyja és Randy féltestvére, Jimbo Kern. A négytagú Broflovski családot Kyle Broflovski, a fiú szülei, Gerald és Sheila Broflovski, illetve Kyle adoptált kisöccse, Ike alkotja. Eric Cartman anyja a szexuálisan kicsapongó életet élő Liane Cartman; Eric egy Jack Tenorman nevű Denver Broncos játékostól született, házasságon kívül. Jacknek van egy törvényes fia is, Scott Tenorman, Liane többi családtagja néhány epizódban szerepel. A McCormick családba Kenny McCormick, a szülei, Stuart és Carol McCormick és Kenny bátyja, Kevin tartozik. Butters Stotch egyke, szüleivel Stephen és Linda Stotchcsal él.

## Marsh család

### Stan Marsh
Stan Marsh a négy eredeti főszereplő egyike, Randy és Sharon Marsh fia, Shelley öccse, Marvin Marsh unokája. Karaktere a sorozatot alkotó Trey Parker személyiségén alapul. Magyar hangja Bozsó Péter.

### Randy és Sharon Marsh
Randy Marsh Stan és Shelley Marsh apja, Sharon férje és Marvin Marsh fia, Jimbo féltestvére. A szereplőt Trey Parker azonos keresztnevű apja ihlette, aki maga is geológus. Magyar hangja az első évadokban Fazekas István, Selmeczi Roland és Viczián Ottó voltak, a 6. évadtól pedig Szokol Péter vált állandó hangjává)
Randy kék inget és sötétszürke nadrágot hord, bajszos és enyhén túlsúlyos. Habár már a korai évadokban is szerepelt (elsőként A vulkán című részben), néhány kivételtől eltekintve ritkán töltött be fontosabb szerepet az egyes epizódokban. Az újabb évadokban lényegesen megnőtt a szerepe és – főleg a 11. évadtól kezdve – több rész is az ő alakjára összpontosít. Gyakran áll a város lakosainak csoportosulásai élére, ha azok tiltakoznak valami ellen vagy egymással harcolnak. Általában a demokrata nézeteket valló csoportot képviseli (például a Bennem egy kis Nemzet van című epizódban). Randyt a sorozatban ostobának és hiszékenynek ábrázolják, a többi lakoshoz hasonlóan hajlamos szinte bármilyen divatirányzatot vagy mentalitást átvenni – hogy azután pont ugyanolyan gyorsan véleményt változtasson és az adott kérdésben teljesen ellenkező álláspont mellé álljon, gyakran kicsinyes és gyermeteg módon. Hajlamos a dolgok túldramatizálására, az alkoholizmusra és a hipochondriára, valamint dühkitörései is sűrűn megfigyelhetők, de hibái és ostobasága ellenére gondoskodó szülő.
Randy South Park egyetlen geológusa, annak ellenére, hogy fiatalon félbehagyta középiskolai tanulmányait, hogy egy fiúcsapathoz csatlakozzon (lásd a Valami, amit az ujjaddal csinálhatsz című epizódot). A jövő jövevényei szerint az Amerikai Egyesült Államok Geológiai Szolgálatának dolgozott. Az állása és képzettsége miatt a polgármester gyakran felkéri különféle kutatómunkák elvégzésére, habár rendszerint sikertelenül jár (ennek ellenére az Öngyulladás című epizódban híres lesz és a Nobel-díjat is elnyeri). Ideiglenesen a Wall-Martban is dolgozott, a Harc a bevásárlóközpont ellen című részben. A Másnap című epizód végén kirúgják geológusi állásából, miután Barack Obama választási győzelmét ünnepelve illuminált állapotban trágár módon szidta és bántalmazta főnökét, de később visszakerült.
Randy a 18. évadban nem csak családapaként, geológusként, de a zeneiparban is próbál helytállni, ugyanis egy lemezkiadó kérésére neki kell eljátszania egy feltörekvő új-zélandi énekesnő, Lorde szerepét.
A 22. évadban Randy otthagyja a geológusi pályát, és elhatározza, hogy a frissen legalizált marihuána termesztésébe fog. Családjával kiköltözik a városon kívülre, ahol megnyitja a Böcsület Farmot. A 23. évad történései gyakorlatilag körülötte forognak, és ekkoriban Kínába is elutazik egy jó üzlet reményében - mely útja során közösül egy tobzoskával, és ezzel akaratlanul kirobbantja a Covid-19 pandémiát. A "The Streaming Wars Part 2" című epizódban átmenetileg újra geológus lesz, de az epizód végére ismét elhagyja ezt a pályát.

Marsh család (balról jobbra: Randy, Stan, Shelley, Sharon és Marvin Marsh)

Sharon Marsh (lánykori nevén Kimble) Randy Marsh felesége, Stan és Shelley Marsh anyja. Eredeti hangját April Stewart, magyar hangját pedig Kökényessy Ági kölcsönzi. Sharonnak barna haja van, barna színű pulóvert, valamint kék nadrágot visel.
A Szerelem Fáni és Malac között című epizódban szerepelt először, itt még Carol néven. Családjával jó kapcsolatot ápol, bár a A klubház című epizódban rövid időre összeveszik férjével és egy Roy nevű férfi költözik hozzá, illetve az "Öregszünk" című részben rövid időre el is válik Randytől. Egyébként is rettenetesen bosszantják őt Randy különféle mániái, amiket éppena  fejébe vesz. Sharon a külseje miatt nagyon népszerű a South Park-i iskolás fiúk körében. Rokonairól keveset tudni, nagynénje, Vér néni (eredetileg Aunt Flo) A kísértethal című epizódban szerepelt, melyben egy aranyhalat ajándékozott Stannek. A történet szerint Vér néni, aki mindig havonta egyszer, pár napra látogatta meg Sharont, az aranyhal áldozata lett. A havonta egyszeri látogatása és annak időtartama utalás a menstruációra, míg halála a menopauzát parodizálja ki. Nincs egyértelműen tisztázva, hogy Marvin az ő apja-e vagy Randyé, mert főként a korai epizódokban ez még nem lett eldöntve - ugyanígy Jimbo vonatkozásában is ellentétes állításokat tesz a sorozat, hogy az ő rokona vagy Randyé. Sharon munkahelye nem ismert, a mozifilmben recepciósként dolgozik Tom szépségklinikáján.

### Shelley Marsh
Shelley Marsh Stan tizenéves nővére, Randy és Sharon Marsh lánya. Eredeti hangját először Mary Kay Bergman, később Mona Marshall és Eliza Schneider, jelenleg pedig April Steward kölcsönzi; magyar hangja Nemes Takách Kata az 1. és 3. évad között, illetve a Balogmix által szinkronizált verzióban, a Netmentesen című részben Böhm Anita. A szereplő szürkésfehér inget és rózsaszín nadrágot visel, hosszú barna haja van és dühödt arckifejezést vág, valamint mély, selypítő hangon beszél. Leginkább a hatalmas fogszabályzójáról lehet felismerni, amely esetlenné teszi megjelenését.
A sorozatban Shelley meglehetősen agresszív, lobbanékony természetű és a dühét öccsén vezeti le, például a Szerelem Fáni és Malac között című részben. Stan hiába panaszkodik szüleinek, hogy a nővére bántotta, de ők nem hisznek neki, mert Shelley mindig kedvesnek adja ki magát előttük. Az említett epizód kommentárja szerint ezt Trey Parker gyerekkori élményei inspirálták, mivel a nála három évvel idősebb nővére, akit szintén Shelleynek hívnak, gyakran megverte őt, de utána a szüleik előtt mindig tagadott. Ennek ellenére Shelley néhány alkalommal segít a bajbajutott öccsén. A Macskaorgia című részben Shelley rövid ideig a huszonéves zenész Skylerrel találkozgat, míg a Netmentesen című epizódban az interneten keresztül egy Amir nevű fiúval ismerkedik össze.

### Marvin Marsh
Marvin Marsh (eredeti hangja Trey Parker, magyar hangja Dobránszky Zoltán, később Gruber Hugó, Várkonyi András és Cs. Németh Lajos) Stan és Shelley Marsh nagyapja.
A szereplőre Randy és Sharon apjaként is utaltak már a sorozatban, de az újabb részek, különösen a Fantasztikus Húsvéti Különkiadás szerint Randy apja, ezt az azonos vezetéknevük is alátámasztja. Marvin bordó pulóverben és fekete nadrágban látható, kerekesszékes és néha nagyon szenilisen viselkedik, tévedésből mindig „Billy”-nek hívja Stant. Első megjelenésekor a Halál című részben szakadatlanul arra kéri unokáját, hogy könyörületből segítsen neki meghalni, mert unja az életet. Marvin a Vének támadása, az Ötösikrek és az Észak és Dél című epizódokban tölt még be fontosabb szerepet, többnyire azonban nem szólal meg és csak a háttérben látható. Szerencsejátékfüggő, a későbbi évadokban egy öregek otthonában él, és hol Alzheimer-kóros, hol teljesen tiszta tudatú, a cselekménytől függően.

### Jimbo Kern
Jimbo Kern (eredeti hangja Matt Stone, magyar hangja Kerekes József, később Galbenisz Tomasz) Stan és Shelley Marsh nagybátyja, Randy Marsh féltestvére, Ned Gerblansky vadászcimborája és legjobb barátja. A "Járványügyi különkiadás" című epizódban azonban úgy utalnak rá, mint Sharon rokonára. Jimbo narancssárga kabátot és sapkát, zöld mellényt valamint barna nadrágot visel. Enyhén túlsúlyos és szinte teljesen kopasz, de ritkán látható kalap nélkül. Egy Hummer típusú terepjárót vezet és gyakran hord magával fegyvert, mert imád vadászni és szinte gondolkodás nélkül rálő mindenre, ami mozog. A Testsúly 4000 című részben fegyverkereskedést vezet South Parkban, emellett Neddel együtt egy Vadássz, ölj (eredeti címe „Huntin' and Killin”) című saját vadászműsora van, amely a A dél-Srí Lanka-i mexikóma béka elnevezésű epizódban látható (Jimbo alakja talán ebben a részben a legjelentősebb).
Stan nagybátyja vietnámi háborús veterán, A dél-Srí Lanka-i mexikóma béka szerint helikopter-pilótaként a háborúban ismerte meg későbbi jóbarátját, Ned-et. A Bennem egy kis Nemzet van című részben Jimbo Neddel együtt az iraki háborút támogatók mellett áll. Jimbo azon szereplők közé tartozik, akik az évek során háttérbe szorultak. A korai évadokban sűrűn visszatérő szereplő volt, de a későbbi évadok epizódjaiban már csupán kisebb szerepeket kap. 

## Broflovski család

### Kyle Broflovski
Kyle Broflovski a négy eredeti főszereplő egyike; Gerald és Sheila Broflovski fia, Ike bátyja. A sorozat egyik alkotójáról, Matt Stone-ról lett mintázva a személyisége. Magyar hangja Dolmány Attila.

### Gerald és Sheila Broflovski

Broflovski család (Gerald, Sheila, Ike és Kyle Broflovski)

Gerald Broflovski (eredeti hangja Matt Stone, magyar hangja Széles Tamás, illetve Boros Zoltán néhány részben, később Pálfai Péter és Forgács Gábor) rózsaszín színű hagyományos zsidó fejfedőt (ún. yarmulkét), világosszürke kabátot és mélyzöld nadrágot visel. Sötétbarna haja és szakálla van, erősen kopaszodik. A South Park-i szülők közül talán ő a leggondoskodóbb és a legjózanabb gondolkodású apa, Kyle-t gyakran tanítja az erkölcsös viselkedésre. Többnyire jóindulatú és barátságos személy, de időnként ellenszenvesen és konok módon viselkedik. Drog- és szerencsejáték-problémái vannak (a Dekoltázs őrnagy és az Indián Casino epizódok szerint) és hajlamos a kapzsiságra. Gerald ügyvédként dolgozik és ő a város jogi képviselője. A 20. évad során főszerepet kap, amikor Rihekopó42 néven tevékenykedik, mint internetes troll.
Sheila Broflovski (eredeti hangja Mona Marshall, korábban Mary Kay Bergman, magyar hangja Kocsis Mariann, illetve Molnár Piroska a filmben) háziasszonyként tevékenykedik; túlsúlyos, sötétkék kabátot visel és vörös haja van, melyet kontyban hord. Sheila túlzottan óvja gyermekeit és sűrűn üti bele az orrát más dolgaiba. Ha fiát fenyegető dolgot tapasztal, hajlamos mozgalmat indítani az ügy ellen, sokszor túlzásokba esve. A szereplő a zsidó sztereotípiák jellegzetes anyatípusát testesíti meg a sorozatban. Visszatérő mondata a „Hogy micsoda???” (angolul „What, what, what?”), ha felháborító vagy nem helyénvaló dolgot hall. A South Park-mozifilm központi témája az USA és Kanada közti háború, melyet Sheila robbantott ki egy kanadai humoristapáros, Terrance és Phillip műsorának trágár nyelvezete miatt. A Halál, a Kula bá, az ünnepi kaki és a A töppedt ikerszarkómás ápolónő című részek egyik központi eleme is Sheila tiltakozása valamilyen őt sértő dolog ellen.
Broflovskiék viszonylag kiegyensúlyozott házasságban élnek; kapcsolatukat Gerald merevedési problémája tette próbára az Öngyulladás című részben, illetve drogproblémája a Dekoltázs őrnagyban Szexuális életüket időnként megpróbálják felpezsdíteni egy kis szerepjátékkal ("Agyonvédelem"). A sorozat szerint mindkettőjüknek volt házasságon kívüli afférja, néha a másik fél tudtával. Kyle halott anyai nagyanyját, Cleót többször megemlítik a sorozatban, de Gerald családjáról semmit sem tudni, kivéve, hogy a Megaszar című részben megemlíti, van egy bátyja. Sheilának egy nővére van, de ő sem szerepelt még a sorozatban. Viszont nővérének fia, Kyle Schwartz néhány alkalommal látható volt.

### Ike Broflovski
Ike Broflovski (született Peter Gints néven) a South Park című rajzfilmsorozat mellékszereplője, Kyle Broflovski Kanadából adoptált öccse (Ike vér szerinti szülei, Harry és Elise Gints a Karácsony Kanadában című epizódban láthatók). A szereplő könnyen felismerhető gombszerű szemeiről és a Pac Man-re hasonlító fejéről, amely minden kanadaira jellemző a sorozatban. Ike hangját több gyerek is kölcsönözte, ők rendszerint a műsor alkalmazottainak rokonai. Magyar hangja Molnár Levente.
Kyle a korai részekben sokszor rosszindulatú Ike-kal szemben (visszatérő gegként "Repül a baba!" felkiáltással messzire rúgja őt), de különösen az Ike körülmetélése című részből kiderül, mennyire szereti öccsét. Több epizódban is megvallja neki testvéri kapcsolatuk fontosságát ("A barackpakolás", "Trendellenes ünnepek"). A negyedik évadtól Ike korengedménnyel óvodás lett, mivel zseninek tartották. Ennek ellenére a beszélgetések során gyakran teljesen értelmetlen, a témához egyáltalán nem illő dolgokat mond. Ike Az ov(ulál)ónéni című epizódban szexuális kapcsolatot létesít a nála sokkal idősebb tanárnőjével. A szereplő az újabb részekben sűrűbben tűnik fel, különösen a Másnap, a Celebhalottak és a Zsírszakáll című epizódokban jelentős. 

### Kyle Schwartz
Kyle Schwartz (eredeti hangja Trey Parker, magyar hangja Boros Zoltán) Kyle Broflovski idegesítő connecticuti unokaöccse. Kyle előnytelen külsejű, hatalmas szemüveget visel és az asztmája miatt nehezen lélegzik. Számos zsidó sztereotípiát magán visel, többek közt nagyon jól bánik a pénzzel. Először az AZ, a csodálatos jármű című részben szerepelt, majd feltűnt a Karácsony Irakban, illetve a Túl a csúcson című epizódokban is.

## Cartman – Tenorman család

### Eric Cartman
Eric Cartman a négy eredeti főszereplő egyike, Liane Cartman fia. Magyar hangja Csőre Gábor.

### Liane Cartman
Liane Cartman (eredeti hangja Mary Kay Bergman, később Eliza J. Schneider, majd April Stewart; magyar hangja Rátonyi Hajni), Eric Cartman egyedülálló édesanyja. Leginkább arról ismert, hogy – legalábbis a korai évadok szerint – szexuálisan szabados életet él. Nevét Trey Parker egykori menyasszonya, Liane Adamo után kapta, aki megcsalta őt, ezért felbontották a jegyességet.
Mrs. Cartman barna hajú, világoskék felsőrészt és vörös nadrágot visel. Fiához szoros kapcsolat fűzi, de a végletekig elkényezteti és engedékeny vele, ezzel nagyban hozzájárulva annak túlsúlyához és kibírhatatlan természetéhez. Ennek ellenére a Dagitábor című részben akarata ellenére egy fogyókúrás táborba küldi és a Pszt! című epizódban is megelégeli fia viselkedését, ezért nevelőnőhöz, majd egy kutyaszelídítőhöz fordul segítségért. A Revolúció című kétrészes epizódban szintén erélyesen lép fel a Nintendo Wii megjelenését türelmetlenül váró fiával szemben. A "The Streaming Wars" című epizódban szintén elhatározza, hogy nem hajlandó engedni fiának, aki ki akarja őt zsigerelni, csak azért, hogy megint az legyen, amit ő akar, és közönnyel reagál az őrültségeire.
A korai epizódokban Liane szexuálisan feltűnően aktív volt, felnőtt magazinok címlapján és pornófilmekben szerepelt. Legfontosabb szerepét a Cartman mama piszkos múltja – Cartman mama újabb sötét titka című részekben kapja, melyben Cartman a vér szerinti apját keresi. A történetből kiderül, hogy Liane a múltban szinte az összes South Park-i felnőttel létesített nemi kapcsolatot. Az epizód szerint Liane hermafrodita (külsőleg nő, de férfi nemi szervekkel rendelkezik), ezért biológiai értelemben ő Cartman apja. A 14. évad 201 című epizódjában derül ki, hogy a Liane hermafrodita jellegéről szóló történet South Park lakosainak összeesküvése volt – Cartman valódi apja a Denveri Musztángok egyik játékosa, Jack Tenorman (Scott Tenorman apja, akit ironikus módon éppen Cartman öletett meg a Scott Tenormannak meg kell halnia című részben).
Liane családja, Cartman rokonsága először a Boldog karácsonyt, Charlie Manson! című epizódban szerepelt, a családtagok sok tekintetben hasonlítanak Cartmanre (mindannyian túlsúlyosak, mogorvák és a beszédstílusuk, valamint néhány jellegzetes mondatuk is megegyezik). A rokonság a Cartmanland – Cartman saját vidámparkja című részben volt újra látható, Cartman nagymamájának temetésén. Cartman nagyszüleinek neve Harold és Mabel, a nagybátyjait Howardnak és Stinkynek hívják, valamint van egy Elvin nevű unokaöccse is.

### Jack Tenorman
Jack Tenorman (eredeti hangja Trey Parker) a Denveri Musztángok South Parkban élő játékosa, Scott Tenorman törvényes és Eric Cartman törvénytelen apja. A férfit ironikus módon épp Cartman ölette meg feleségével együtt, a Scott Tenormannak meg kell halnia című részben, amikor Cartman nagyon megharagudott Scott Tenormanre. Később a 201 című epizódban derül ki Cartman számára, hogy Jack volt a valódi apja.

### Scott Tenorman
Scott Tenorman (eredeti hangja Toby Morton és Trey Parker) Jack Tenorman fia, Eric Cartman féltestvére.
Először a Scott Tenormannak meg kell halnia című epizódban látható, amikor eladja Cartmannek a fanszőrzetét, majd többször is átveri, de Cartman bosszúból megeteti vele a saját szüleit. Egy rövid időre feltűnik az Eric Cartman halála című epizódban, szülei sírjánál, majd a 201 című részben kap fontosabb szerepet.

## McCormick család

### Kenny McCormick
Kenny McCormick a négy eredeti főszereplő egyike, Stuart és Carol McCormick fia. Magyar hangja Markovics Tamás, illetve Mysterionként egyes epizódokban Előd Botond.

### Stuart és Carol McCormick

A McCormick család (balról jobbra: Karen, Stuart, Carol, Kevin és Kenny McCormick)

Stuart és Carol McCormick Kenny szülei, mindketten a Halál című részben szerepeltek először. Mr. McCormick eredeti hangja Matt Stone (magyar hangja Nagy Ervin illetve Scherer Péter), Mrs. McCormick hangját pedig korábban Mary Kay Bergman, jelenleg April Steward kölcsönzi (magyar hangja Szórádi Erika).
McCormickék családja a legszegényebb South Parkban. Egy lerobbant földszintes házban laknak: A bárányhimlő című részből kiderült, hogy fiatal korukban a klubháznak tervezett épületet Stuart és Kyle apja, Gerald Broflovski együtt építette. A két férfi között azonban eltérő iskolai végzettségük és pénzügyi helyzetük miatt megromlott a baráti kapcsolat, de aztán sikerült rendezni viszonyukat. A McCormick házaspár egy, az Ifjú rendőrnyomozók című epizódban elejtett megjegyzés szerint drogok előállításával foglalkozik, míg Cartman többször utal arra, hogy a család kizárólag segélyekből él.
A bajszos Stuart McCormick piszkos inget, „SCOTCH” feliratú piros kamionsofőr sapkát és koszos nadrágot visel. Carol világoszöld, „I'm with stupid” („A hülyével vagyok”) vagy „God Bless America” („Isten áldja Amerikát”) feliratú pólót, alkalmanként egyszínű zöld felsőt és piszkos nadrágot hord, a templomi jelenetekben néha műszőrme kabátban és miniszoknyában is látható. McCormickék vallásosnak tűnnek – a többi lakoshoz hasonlóan római katolikusok – a család gyakran imádkozik étkezés előtt, megköszönve az aznapi betevőt, ami némileg ironikus, hiszen szinte alig kerül étel az asztalukra. Kenny szüleinek kapcsolata korántsem felhőtlen, folyamatosan veszekszenek és marakodnak egymással, a viták témája Mr. McCormick alkoholizmusa és munkanélkülisége. A csirkebaszó című rész egyik jelenetében össze is verekednek, miközben Kenny és Kevin nevet rajtuk. Ennek ellenére a Cartman a NAMBLA tagja epizódban boldognak tűnnek és újabb gyerek vállalása mellett döntenek.
McCormickéknak három gyermeke van; Kenny, Kevin és Karen. Kevin McCormick csupán néhány részben látható, pár évvel idősebb Kennynél és középen elválasztott barna haja van. Karen McCormick a Legek harca című epizód kórházi jelenetében szerepel, azonban nem szólal meg és személyazonossága egyelőre ismeretlen – Matt Stone csak annyit árult el a rajongóknak, hogy a szereplő „az ő számára is rejtély volt”. A Dagitábor című részben rövid időre feltűnik Kenny nagyapja, de azóta nem szerepelt, így semmi biztosat nem tudni róla.

## Stotch család

### Butters Stotch
Butters Stotch – aki az évek során háttérszereplőből vált ötödik főszereplővé – Stephen és Linda Stotch fia.

### Stephen és Linda Stotch

Linda (balra), Stephen és Butters

Stephen Stotch (a korábbi részekben Chris, eredeti hangja Matt Stone, magyar hangja Király Attila) olívazöld inget és jellegzetes fehér nyakkendőt visel, rövid, barna haja van. A Butters Nagyon Saját Epizódja szerint homoszexuális hajlamai vannak, de elfojtja őket, miután egyszer emiatt majdnem elveszítette családját (a Cartman szopása című epizódban bevallja Buttersnek, hogy hajlik a biszexualitásra). Gyakran fenyegeti veréssel Butters-t, a sorozatban önzőnek ábrázolják, akinek saját érdekei és céljai mindig fontosabbak, mind Butters-éi. Érdekesség, hogy a szereplőt először Chrisnek hívták, majd később Stephen néven kezdtek el utalni rá. Matt Stone egy interjúban elismerte, hogy a hirtelen névcsere csupán figyelmetlenségből történt.
Linda Stotch (eredeti hangja Mona Marshall, magyar hangja Spilák Klára) barna pulóvert valamint hosszú, sötétlila szoknyát visel és szőke haja van, a sorozatban visszafogott háziasszonyként jelenik meg. A Hulljon a férges hippije! epizód szerint technikusként dolgozik, emellett a városi tanácsban ő a gazdasági felelős. Linda megértőbb és gyengédebb Buttersszel, mint férje, ugyanakkor a Butters Nagyon Saját Epizódjában kétségbeesésében megpróbál végezni fiával (igaz, szerinte az ő érdekében).
Stephen és Linda egyaránt hajlamos durván bánni Buttersszel, rendszeresen megbüntetik, ha az belekeveredik valamilyen zűrösebb ügybe. A Jared HÍV-e című epizódban durván bántalmazzák fiukat. Az ostobenkó kurva videó készlet című részben Butterst 250 millió dollárért eladják Paris Hiltonnak, majd később leszidják fiukat, amiért szerintük meghiúsította az üzletet. Az Eric Cartman halála című részben büntetéssel fenyegetik meg Butterst, ha rosszakat álmodik. A Másnap című részben mindketten John McCain-szavazókként szerepelnek.

## Külső hivatkozások
- A South Park szereplői Archiválva 2009. október 10-i dátummal a Wayback Machine-ben a South Park Studios hivatalos weboldalon